# 中国士族世系图列表
中国士族世系图列表，收录中国中古时代士族的世系图，世系上限一般为汉朝，下限不超过士族的灭亡期五代十国。

## 京兆
- 京兆独孤氏世系图
- 京兆杜氏世系图

## 会稽
- 会稽贺氏世系图

## 兰陵
- 兰陵萧氏世系图
  - 蘭陵蕭氏世系圖 (梁室分系)

## 清河
- 清河崔氏世系圖
- 清河傅氏

## 博陵
- 博陵崔氏世系图

## 范陽
- 范陽盧氏世系圖

## 吴郡
- 吴郡顾氏世系图
- 吴郡陆氏世系图

## 吳興
- 吳興沈氏世系圖

## 安定
- 安定皇甫氏世系图
- 安定梁氏世系图

## 扶风
- 扶风窦氏世系图

## 昌黎
- 昌黎豆卢氏世系图

## 汝南
- 汝南袁氏世系图

## 河南
- 河南房氏世系图
- 河南穆氏世系图
- 河南褚氏世系图
- 河南长孙氏世系图
- 河南陆氏世系图
- 河南于氏世系图
- 河南源氏世系图

## 河內
- 河內司馬氏世系圖
  - 河內司馬氏世系圖 (司馬鈞系)

## 河東
- 河東裴氏

## 琅邪
- 琅邪诸葛氏世系图
- 琅邪颜氏世系图
- 琅邪王氏世系图

## 泰山
- 泰山羊氏

## 渤海
- 渤海刁氏世系圖

## 谯国
- 谯国桓氏世系图

## 谯郡
- 谯郡夏侯氏世系图

## 辽东
- 辽东李氏世系图

## 长乐
- 长乐冯氏世系图

## 陈郡
- 陈郡谢氏世系图
- 陈郡袁氏世系图
- 陈郡殷氏

## 顺阳
- 顺阳范氏世系图

## 颍川
- 颍川荀氏世系图
- 颍川陈氏

## 高平
- 高平郗氏世系图

## 魏郡
- 魏郡王氏世系图

## 济阳
- 济阳江氏世系图

## 蒼梧
- 蒼梧士氏世系圖

## 北地
- 北地傅氏

## 隴西
- 陇西李氏世系图